# مولودية المخادمة
مولودية شباب مخادمة أو مولودية شباب المخادمة هو نادي كرة قدم جزائري تأسس سنة 1973 على يد مجموعة من شباب ولاية ورقلة الجزائرية. يملك النادي قاعدة جماهيرية في الجنوب الجزائري ويعتبر الأكثر شعبية في ولاية ورقلة. أنجب النادي العديد من اللاعبين اللذين برزو على الساحة الوطنية ، ألوان الفريق هي الأبيض والأسود.
من أبرز انجازات النادي اللعب في القسم الثاني والوصول إلى ثمن نهائي كأس الجزائر.